# NGC 1287
NGC 1287 je galaksija u zviježđu Eridan.

## Vanjske poveznice
- SEDS: NGC 1287